# بن ریورز
بن ریورز (به انگلیسی: Ben Rivers) (زاده ۱۹۷۲) کارگردان فیلم، فیلم‌نامه‌نویس و نویسنده اهل انگلستان است.
سبک سینمایی وی  سینمای تجربی است. آثار او در جشنواره‌ها و گالری های فیلم در سراسر جهان نمایش داده شده و جوایز متعددی را از آن خود کرده است. 
آثار ریورز مستندگونه بوده و عمدتا در رابطه با کشف خود انسان است.

## پیشینه
وی در دوران دانشجویی در دانشگاه فالموث هنرهای زیبا تحصیل کرد. اولین فیلم بلند سینمایی ریورز، دو سال در دریا است، که در سپتامبر ۲۰۱۱ در بخش Orizzonti در شصت و هشتمین جشنواره بین‌المللی فیلم ونیز ارائه شد و جایزه منتقدان بین‌المللی فیپرشی را از آن خود کرد.